# Anton Huber
Anton Huber (Kottwil, 28 de julho de 1933  - Capolago, 22 de dezembro de 2015) foi um empresário suíço naturalizado no Brasil. Foi um dos fundadores de Lucas do Rio Verde, co-fundador da Coperlucas em Mato Grosso, presidente da organização das Cooperativas de Mato Grosso e vice-presidente das Cooperativas do Brasil (OCB). 

## Vida
Anton Huber era o filho mais velho dos pequenos proprietários suíços do cantão de Lucerna. Ele frequentou o liceu cantonal. Como os filhos da família Huber viam seu futuro como fazendeiros, o pai foi forçado a procurar por terras. Ele descobriu oportunidades para agricultores do sul da França, Estados Unidos, Canadá, Austrália e Nova Zelândia. Então eles decidiram participar de um projeto de grupo em Honduras por um grupo de suíços. No entanto, eles não receberam um visto de entrada. Em vista dessa desesperança, seu pai, graças a um amigo, procurou contato com um proprietário de fazenda suíço no Brasil. 1951, iniciaram a emigração para Santos, no Brasil. A família veio de Santos para Itapetininga, no interior de São Paulo, na fazenda do proprietário suíço. A fazenda era grande, mas não ideal. Por causa disso e porque o pai queria ganhar experiência primeiro, ele alugou uma pequena fazenda com uma loja de leite no bairro. Foi assim que eles produziram leite, que os filhos venderam de porta em porta na cidade a cavalo. Depois de três anos, eles compraram um pedaço da fazenda onde estavam inicialmente. Quando tinha idade para se casar e não estava satisfeito com a fertilidade insuficiente do solo, Anton começou a procurar uma nova propriedade. Ele se deparou com Holambra, uma colônia holandesa fundada na antiga Fazenda Ribeirão e se espalhando para Campinas . Hoje é uma cidade com mais de 10.000 habitantes e o maior centro de produção de flores e plantas ornamentais da América Latina.
Em 1965, Anton Huber mudou-se com a esposa para Paranapanema, no estado de São Paulo, onde ingressou na Cooperativa de Colonização Holambra como agricultor independente. Aqui ele se dedicou ao sistema cooperativo, participou ativamente de preocupações e eventos culturais da comunidade. Ele naturalizou no Brasil. Como antes, em Itapetininga, ele fundou um coro misto. Durante 24 anos se dedicou à música coral. Quando expandiu seus negócios consideravelmente e passou por várias crises relacionadas à inflação, ele correu o risco de não poder pagar seu interesse no caso de uma quebra de safra e ter que ceder toda a sua propriedade aos bancos. Por isso e porque ele já foi influenciado pela ideia de uma cooperativa na Suíça, vendeu tudo e juntou-se a um grupo de agro empreendedores que estavam realizando um projeto cooperativo de colonização no estado de Mato Grosso .
Em 1981, ele foi eleito presidente da Coperlucas. Em 1982, ele participou ativamente da fundação da cidade de Lucas do Rio Verde, no estado de Mato Grosso. Em 1989, as cooperativas de Mato Grosso confiaram a ele a administração da organização das cooperativas (Ocemat) na capital matogrossense de Cuiabá. Essa função, ele exercia há 10 anos. Anton Huber representou principalmente as áreas de trabalho e crédito, tanto na área agrícola quanto na urbana e, acima de tudo, a ideia da cooperativa. 
Como membro do estado de Mato Grosso, foi eleito vice-presidente da Organização das Cooperativas Brasileiras, OCB,  em Brasília.
 

Anton Huber publicou suas lembranças do desenvolvimento do assentamento e, posteriormente, da cidade de Lucas do Rio Verde em sua publicação: “Tempestade no Cerrado”.